# Puccinia apii
Puccinia apii Desm. – gatunek grzybów z rodziny rdzowatych (Pucciniaceae). Grzyb mikroskopijny powodujący u roślin chorobę zwaną rdzą. Pasożytuje na selerze (Apium).

## Systematyka i nazewnictwo
Pozycja w klasyfikacji według Index Fungorum: Puccinia, Pucciniaceae, Pucciniales, Incertae sedis, Pucciniomycetes, Pucciniomycotina, Basidiomycota, Fungi.
Synonim:Trichobasis apii (Desm.) Cooke 1878.

## Charakterystyka
Jest pasożytem jednodomowym, tzn. cały jego cykl rozwojowy odbywa się na jednym żywicielu. Jest rdzą pełnocyklową – wytwarza wszystkie typowe dla rdzy rodzaje zarodników.
Spermogonia, ecja, uredinia i telia powstają głównie na dolnej stronie liści. Ecja małe, kopułkowate, białe. Ecjospory pomarańczowe, drobno brodawkowate, bez gładkich stref (w przeciwieństwie do Uromyces lineolatus). Uredinia proszkowate, o barwie cynamonowej. Urediniospory jednokomórkowe. Telia czarniawo brązowe, teliospory dwukomórkowe, na trzonku.
Puccinia apii to gatunek monofagiczny, pasożytujący na różnych gatunkach selera (Apium). Opisano jego występowanie  w Ameryce Południowej i w Europie. W Polsce podano jeden przypadek jego wystąpienia na selerze zwyczajnym (Apium graveolens).